# Кімната в Римі
«Кімната в Римі» (англ. Room in Rome, ісп. Habitación en Roma) — іспанська еротична романтична комедійна драма 2010 року режисера Хуліо Медема із Еленою Аная та Наталією Яровенко у головних ролях. Сюжет засновано на фільмі «У ліжку» 2005 року, де чоловік та жінка діляться секретами про своє особисте протягом однієї ночі. Хуліо Медем розповів історію про двох жінок, сексуальність та дорослі жіночі фантазії. Дія відбувається протягом однієї ночі у готельному номері в Римі. 
«Кімната в Римі» – перший англомовний фільмом Хуліо Медема.

## Сюжет
Альба і Наталія випадково знайомляться на вулицях Риму. Завтра обидві вони від'їжджають з міста. Альба запрошує Наталію до свого готельного номера. У цій кімнаті всю ніч дівчата обговорюють свої колишні стосунки і діляться страхами щодо майбутнього. Спільна ніч в номері розкішного готелю назавжди змінить їхнє ставлення до життя, кохання та сексу.

## У ролях

Кадр з фільму «Кімната в Римі»

- Елена Аная — Альба
- Наталія Яровенко — Наталія
- Енріко Ло Версо — Макс
- Найва Німрі — Едурне